# Larangan Timur
Larangan Timur is een bestuurslaag in het regentschap Bangkalan van de provincie Oost-Java, Indonesië. Larangan Timur telt 3224 inwoners (volkstelling 2010).